# Elecciones presidenciales de Rusia de 2004
Las elecciones presidenciales de Rusia de 2004 se realizaron el domingo 14 de marzo de 2004. El presidente Vladímir Putin resultó reelegido con el 71,31% de los votos.

## Resultados
| Candidato         | Partido                               | Votos      | %      |
| ----------------- | ------------------------------------- | ---------- | ------ |
| Vladímir Putin    | Independiente Apoyado por Rusia Unida | 49.565.238 | 71,31  |
| Nikolái Jaritónov | Partido Comunista                     | 9.513.313  | 13,69  |
| Serguéi Gláziev   | Independiente Apoyado por Rodina      | 2.850.063  | 4,10   |
| Irina Jakamada    | Independiente                         | 2.671.313  | 3,84   |
| Oleg Malyshkin    | Partido Liberal-Demócrata             | 1.405.315  | 2,02   |
| Serguéi Mirónov   | Partido de la Vida                    | 524.324    | 0,75   |
| Contra todos      | Contra todos                          | 2.396.219  | 3,45   |
| Total             | Total                                 | 68.925.785 | 100,00 |

- Datos: Q1505420
- Multimedia: Russian presidential elections, 2004 / Q1505420